# Doppelköpfig

Doppelköpfiger Adler

Doppelköpfige Wappentiere werden in der Heraldik nur selten in Wappen verwendet.
Dargestellt wird ein Wappentier oder Mensch, oft auch nur der Vorder- oder Oberkörper mit zwei Köpfen. Diese Köpfe können  unterschiedlich sein, aber erscheinen im Wappen nebeneinander. In Wappenbeschreibungen wird auch  die Doppelköpfigkeit von Wappenfiguren mit zweiköpfig beschrieben. Durch diesen Sachverhalt sollte hier gleich das Wappen- und Fabeltier  Amphisbaena genannt werden. Sie wird als zweiköpfige, meistens geflügelte Schlange oder Drache beschrieben. Hier befinden sich die beiden Köpfe an den entgegengesetzten Enden des Körpers und die eigentliche Doppelköpfigkeit hat einen etwas anders Sinn erhalten.
Am bekanntesten ist der doppelköpfige Adler. Bekannt unter dem Namen Doppeladler ist er auch in der Heraldik weit verbreitet und am längsten auch im heraldischen Gebrauch. Dieser Adler ist auch auf Flaggen anzutreffen. Beispiele sind die Fahnen von Albanien und Arnheim in den Niederlanden.
Die Doppelköpfigkeit ist bei vielen Wappenvögeln anzutreffen. Beispiel ist der Storch im Wappen von Bessenbach und Glattbach. Der doppelköpfige Hahn im Versailler Wappen passt gerade in das Schildhaupt. Aber auch Gänse und Reiher schließen sich nicht aus.
Auch der Höllenhund Kerberos aus der Mythenwelt kann neben seiner vorrangigen Dreiköpfigkeit doppelköpfig sein.
Bekannt ist der Janus, der römische Gott des Anfangs und des Endes, mit den zwei Gesichtern, der auch als Wappenfigur verwendet wird.
Ein Kuriosum ist das Wappen der österreichischen Gemeinde Höf-Präbach. Hier ist ein Geierkopf und der eines Hundes vereint. Noch kurioser ist die Kombination von Mensch und Fabelwesen, genauer eines Drachen- und Mohrenkopfes, im Wappen der Familie von Saalhausen. Es sei nach der Anekdote, eine Vorfahre habe im Mohrenland seinen Herrn vor einem Drachenangriff geschützt, entstanden.

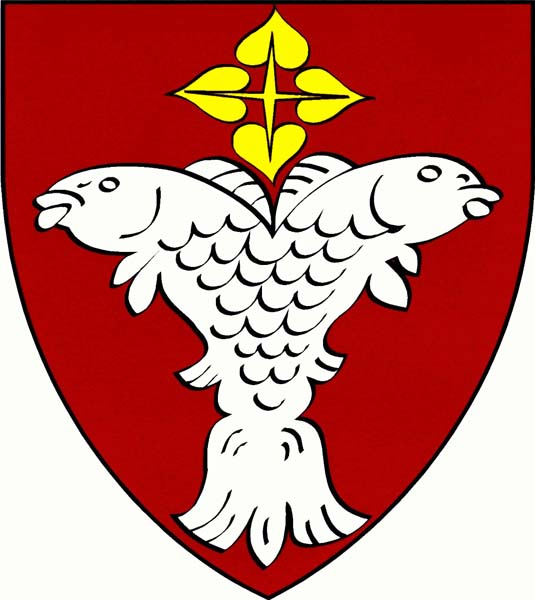
Rtyně nad Bílinou
Doppelköpfiges Einhorn im Wappen vom Schweizer Mettmenstetten
Doppelköpfiger Storch im Wappen von Bessenbach
Januskopf im Wappen von Reichsarchiv (Schweden)
Doppelköpfiger Hahn im Wappen von Versailles
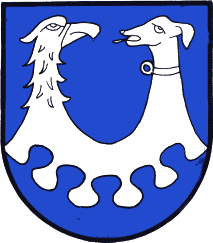
Zweiköpfiges Mischwesen im Wappen von Höf-Präbach
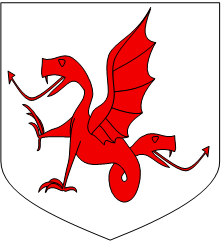
Amphisbaena
Flagge Albaniens
Arnheim
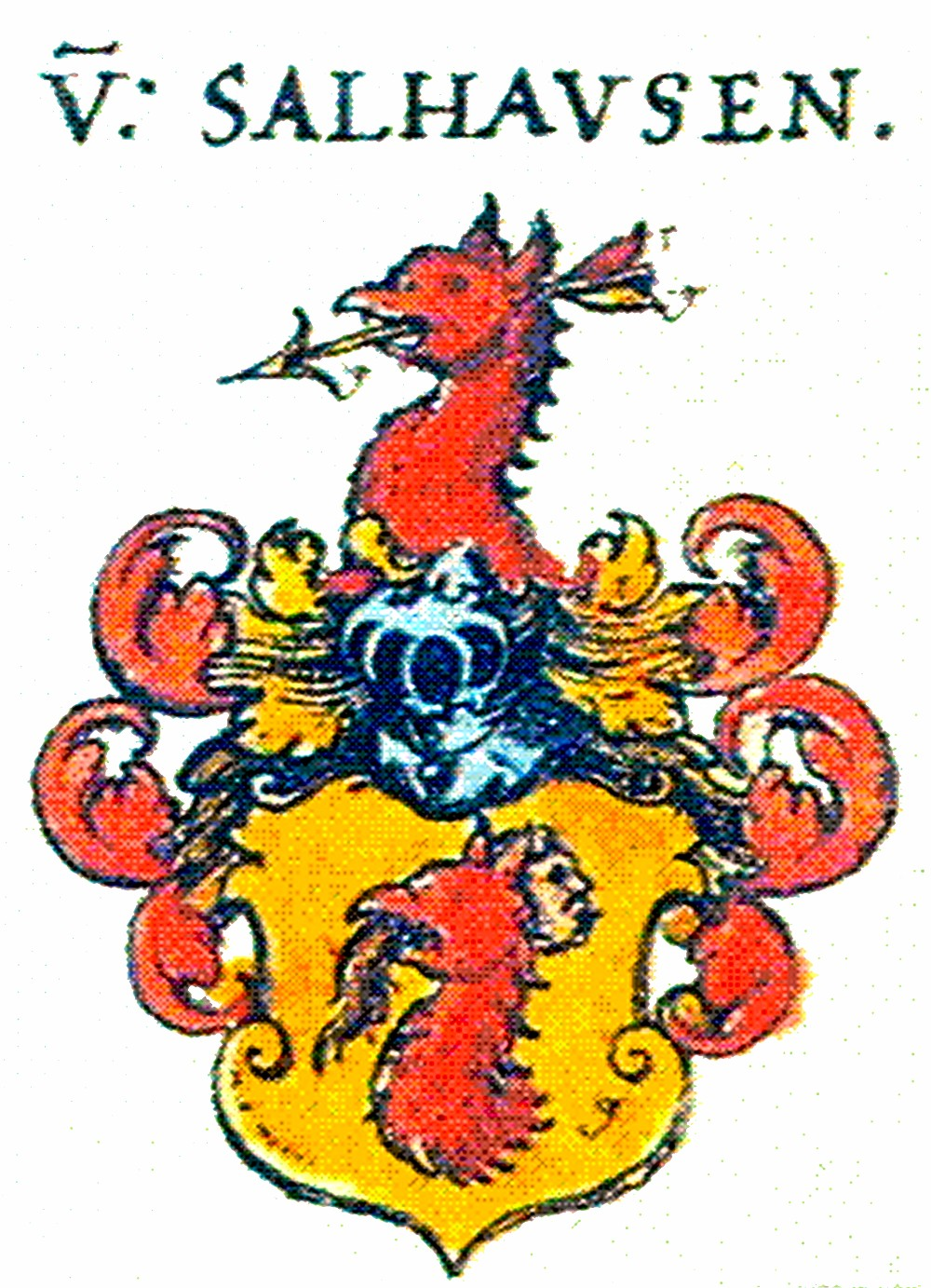
Wappen derer von Saalhausen